# Nagoya (Automarke)
Nagoya war eine japanische Automarke.

## Markengeschichte
Nagoya Automotive Works hatte den Sitz in Nagoya. 1939 begann die Produktion von Automobilen. Der Markenname lautete Nagoya. Im gleichen Jahr endete die Produktion. Die Vermarktung blieb auf Japan beschränkt. Insgesamt entstanden nur wenige Fahrzeuge.

## Fahrzeuge
Im Angebot standen ausschließlich Elektroautos. Die Leistung ihrer Elektromotoren ist nicht überliefert. Das einzige Modell als Personenkraftwagen war eine viertürige Limousine. Das Antriebskonzept und damit der Verzicht auf einen Motorraum zwischen den Vorderrädern ermöglichte eine geräumige Karosserie in Frontlenkerbauweise, wie sie Jahre später der Fiat 600 Multipla hatte. Die vorderen Türen waren vorne, die hinteren Türen hinten angeschlagen.
Auf gleicher Basis gab es auch einen kleinen Lastkraftwagen.